# Mistrzostwa Nordyckie w Zapasach 2019
Mistrzostwa odbyły się w norweskim mieście Kristiansund, 10 – 11 maja 2019 roku, na terenie kompleksu sportowego Braatthallen. W tabeli medalowej triumfowali zapaśnicy ze Norwegii.

## Tabela medalowa
Gospodarz zawodów został zaznaczony kolorem.
| Poz. | Państwo   |    |    |   | Łącznie |
| ---- | --------- | -- | -- | - | ------- |
| 1    | Norwegia  | 5  | 8  | 1 | 14      |
| 2    | Szwecja   | 4  | 3  | 5 | 12      |
| 3    | Finlandia | 3  | 1  | 1 | 5       |
| 4    | Estonia   | 1  | 0  | 1 | 2       |
|      | Łącznie   | 13 | 12 | 8 | 33      |

## Mężczyźni

### Styl klasyczny
| Konkurencja         | Złoto            | Srebro              | Brąz             |
| Kategoria do 55 kg  | Anders Rønningen | Snorre Lund         | ----             |
| Kategoria do 63 kg  | Juuso Latvala    | Ardit Fazljija      | Virgil Bica      |
| Kategoria do 67 kg  | Håvard Jørgensen | Pål Eirik Gundersen | Denis Bolunov    |
| Kategoria do 72 kg  | Artem Shalapov   | Vegard Jørgensen    | Simon Erlandsson |
| Kategoria do 77 kg  | Per Anders Kure  | Sakke Purolainen    | Andre Isberg     |
| Kategoria do 82 kg  | Bogdan Kourinnoi | Exauce Mukubu       | Jarno Ålander    |
| Kategoria do 87 kg  | Emil Sandahl     | Albin Frid          | Ruben Been       |
| Kategoria do 97 kg  | Arvi Savolainen  | Felix Baldauf       | Pontus Lund      |
| Kategoria do 130 kg | Artur Vititin    | Nikola Milatovic    | ----             |

## Kobiety

### Styl wolny
| Konkurencja        | Złoto            | Srebro          | Brąz       |
| Kategoria do 53 kg | Sofia Mattsson   | Silje Kippernes | ----       |
| Kategoria do 53 kg | Grace Bullen     | Sofia Aak       | ----       |
| Kategoria do 62 kg | Johanna Mattsson | Henna Johansson | Moa Nygren |
| Kategoria do 76 kg | Iselin Solheim   | ----            | ----       |